# الصدمة والترويع

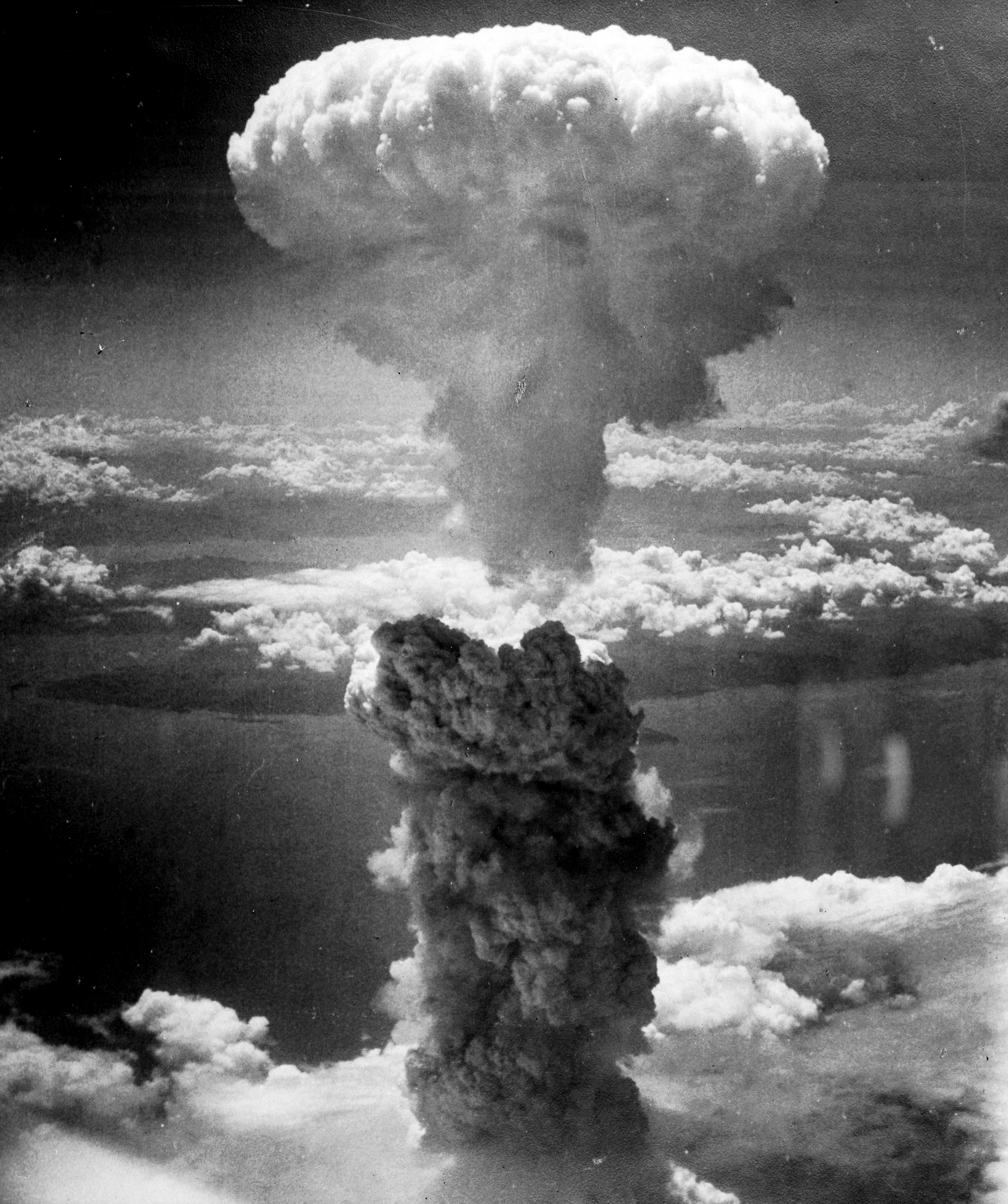

الصدمة والترويع (بالإنجليزية: shock and awe)‏ وتعرف أيضا باسم الهيمنة السريعة هي عقيدة عسكرية تعتمد علي المفاجئة والاستعراض المذهل للقوة بما يشل إدراك العدو ويدمر نيته علي القتال.
تعد هذه العقيدة العسكرية نتاج أبحاث جامعة الدفاع القومي في الولايات المتحدة.